# Erika Stefani
Erika Stefani (ur. 18 lipca 1971 w Valdagno) – włoska polityk, prawniczka i samorządowiec, senator, w latach 2018–2019 oraz 2021–2022 minister.

## Życiorys
W 1998 ukończyła studia prawnicze na Uniwersytecie Padewskim. Uzyskała uprawnienia adwokata, podjęła praktykę w zawodzie, od 2003 w ramach prywatnej kancelarii w Cornedo Vicentino.
W 1999 z ramienia lokalnego komitetu została wybrana na radną gminy Trissino. Dołączyła do działaczka Ligi Północnej. W latach 2009–2014 była wiceburmistrzem Trissino i asesorem odpowiedzialnym za planowanie przestrzenne. W wyborach w 2013 została po raz pierwszy wybrana w skład Senatu. W 2018 i 2022 z powodzeniem ubiegała się o reelekcję do izby wyższej włoskiego parlamentu.
1 czerwca 2018 objęła urząd ministra bez teki do spraw regionalnych i autonomii w nowo powołanym rządzie Giuseppe Contego. Zakończyła urzędowanie wraz z całym gabinetem we wrześniu 2019. 13 lutego 2021 została ministrem bez teki do spraw osób niepełnosprawnych w gabinecie Maria Draghiego. Funkcję tę pełniła do października 2022.